# حي غرب المشتل (سوريا)
غرب المشتل هو أحد أحياء مدينة حماة في سوريا وسمي بذلك لوقوعه قرب المنطقة الزراعية المشتلية ..

## الحدود
يحده من الغرب حي التتان وحارة الطب ومن الشرق ذلك المشتل الزراعي ومن الشمال حي عين اللوزة وشركة كهرباء حماة ومن الجنوب مناطق زراعية.

## السكان
يبلغ تعداد السكان في حي غرب المشتل حوالي 15,346 فرد

## المساجد
يوجد في غرب المشتل ثلاثة مساجد وهي: مسجد الشيخ سعيد النعسان، ومسجد السلام ، ومسجد المصري.   

## المدارس
توجد في غرب المشتل مدارس ابتدائية وإعدادية وثانوية أثرت بشكل كبير على المستوى الحضاري للحي وهي: 
الابتدائية :مدرسة محمد الدرة ومدرسة خالد طوقاج ومدرسة بسام العمادي       
الإعدادية: مدرسة بسام حمشو للذكور ومدرسة أحمد شيخ طه للإناث  
الثانوية: ثانوية بسام حمشو للذكور وثانوية أحمد شيخ طه للإناث.